# Термоволновой душ

Волны тепла

Термоволновой душ — разновидность душа, которая предполагает орошение тела человека струями воды из расположенных вокруг тела форсунок. При этом форсунки объединены в группы, которые образуют пояса орошения, размещенные вдоль тела человека. При плавном изменении температуры воды от пояса к поясу с одновременным цикличным изменением температуры во времени, обеспечивается тепловое воздействие, имеющее волнообразный характер. Такое воздействие вызывает значительный эмоциональный эффект и может служить хорошим средством релаксации и закаливания. 
Помимо собственно душа, аналогичное воздействие может быть осуществлено специальной конструкцией ванны гидромассажного типа.